# Сабойя
Сабойя (порт. Saboia; МФА: [sɐ.ˈboj.ɐ]) — парафія в Португалії, у муніципалітеті Одеміра. Розташована в південній частині країни, на теренах історичної португальської провінції Алентежу. Входить до складу округу Бежа. За адміністративним поділом, чинним до 1976 року, терени парафії були складовою провінції Нижнє Алентежу. Належить до Безької діоцезії Католицької церкви. Патрон — Діва Марія. Площа — 155,4241 км². Населення — 1152 ос. (2011). Слабо урбанізований регіон. Густота населення — 7,41 осіб/км²
. Код — 021103.

## Населення
| Кількість мешканців | Кількість мешканців | Кількість мешканців | Кількість мешканців | Кількість мешканців | Кількість мешканців | Кількість мешканців | Кількість мешканців | Кількість мешканців | Кількість мешканців | Кількість мешканців | Кількість мешканців | Кількість мешканців | Кількість мешканців | Кількість мешканців |
| ------------------- | ------------------- | ------------------- | ------------------- | ------------------- | ------------------- | ------------------- | ------------------- | ------------------- | ------------------- | ------------------- | ------------------- | ------------------- | ------------------- | ------------------- |
| 1864                | 1878                | 1890                | 1900                | 1911                | 1920                | 1930                | 1940                | 1950                | 1960                | 1970                | 1981                | 1991                | 2001                | 2011                |
| 1 772               | 1 856               | 2 035               | 2 102               | 2 621               | 2 915               | 3 362               | 4 334               | 4 921               | 4 427               | 3 570               | 2 607               | 1 437               | 1 344               | 1 152               |